# Émile Henriot (Schriftsteller)
Émile Henriot (* 3. März 1889 in Paris; † 14. April 1961 ebenda) war ein französischer Journalist, Schriftsteller und Literaturkritiker.

## Leben und Werk
Émile Henriot war der Sohn des Karikaturisten Henri Maigrot (1857–1933), der den Künstlernamen Henriot führte. Er schrieb ein Leben lang Literaturkritiken, zuerst für Le Temps (Frankreich), dann für Le Monde, die unter dem Titel Courrier littéraire vielbändig gesammelt wurden. Daneben publizierte er zahlreiche Gedichte und Romane. 1946 wurde er in die Académie française aufgenommen (Wahl am 12. April 1945). Henriot benutzte als Erster den Begriff Nouveau roman.

## Werke (Auswahl)

### Courrier littéraire
- Courrier littéraire, Paris 1922 (191 S.)
- Livres et portraits, 3 Bde., Paris 1923-1927, 1945
- XVIIe siècle, 2 Bde., Paris 1933, 1958-1959
- XVIIIe siècle, 2 Bde., Paris 1945, 1961-1962
- XIXe siècle, 2 Bde., Paris 1948, 1953-1954
- XIXe-XXe siècles. Maîtres d'hier et contemporains, 2 Bde., Paris 1955-1956
- Courrier littéraire. Nouvelle édition augmentée, 8 Bde., Paris 1958-1962

### Weitere Werke
- (Hrsg.) Nicolas Germain Léonard, Idylles et poèmes champêtres, Paris 1910
- A quoi rêvent les jeunes gens. (Enquête sur la jeunesse littéraire), Paris 1913
- (Hrsg.) Stendhal, De l’amour, Paris 1924
- Stendhaliana, Paris 1924
- Les Livres du second rayon, irréguliers et libertins, Paris 1925, 1948
- (Hrsg.) Alfred de Musset, La Confession d'un enfant du siècle, Paris 1926
- Voltaire et Frédéric II, Paris 1927
- Alfred de Musset, Paris 1928, 1953
- L'art de former une bibliothèque. Essai, Paris 1928, 1942
- Esquisses et Notes de lecture, Paris 1928
- Romanesques et romantiques, Paris 1930
- Épistoliers et Mémorialistes, Paris 1931
- Portraits de femmes. D'Héloïse à Marie Bashkirtseff. De Marie de France à Katherine Mansfield, 2 Bde., Paris 1935-1937, 1950
- (Hrsg.) Eugène Fromentin, Dominique, Paris 1936, 1950 (Classiques Garnier)
- Portraits de femmes, Paris 1937
- Poètes français. De Turold à André Chénier. De Lamartine à Valéry, 2 Bde., Lyon 1944-1946